# Elatostema tritepalum
Elatostema tritepalum es una especie de planta del género Elatostema, perteneciente a la familia Urticaceae.

## Taxonomía
Elatostema tritepalum fue descrita por Wen Tsai Wang en 2014.

## Distribución
Se encuentra en el territorio centro-sur de China.